# Hydraena producta
Hydraena producta är en skalbaggsart som beskrevs av Étienne Mulsant och Claudius Rey 1852. Hydraena producta ingår i släktet Hydraena och familjen vattenbrynsbaggar. Inga underarter finns listade i Catalogue of Life.